# Droite républicaine (1886-1898)
Pour un article plus général, voir Droite républicaine.
La Droite républicaine est un groupe parlementaire formé par les catholiques ralliés au sein de la Chambre des députés de la Troisième République française. Apparu brièvement en 1886-1887, recréé en 1890 sous le nom de Droite constitutionnelle, rebaptisé Droite républicaine en 1893, il laisse la place en 1898 aux Républicains indépendants, qui formeront l'Action libérale populaire en 1901.
Jusque sous la Troisième République, le terme de « droite » regroupait exclusivement les monarchistes (orléanistes, légitimistes et bonapartistes), par opposition à la « gauche » dont se revendiquaient même les républicains modérés comme Jules Ferry (membre du groupe parlementaire de la Gauche républicaine).

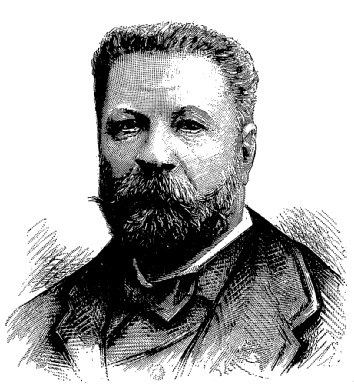
Edgar Raoul-Duval, initiateur, en 1886, de la Droite républicaine.

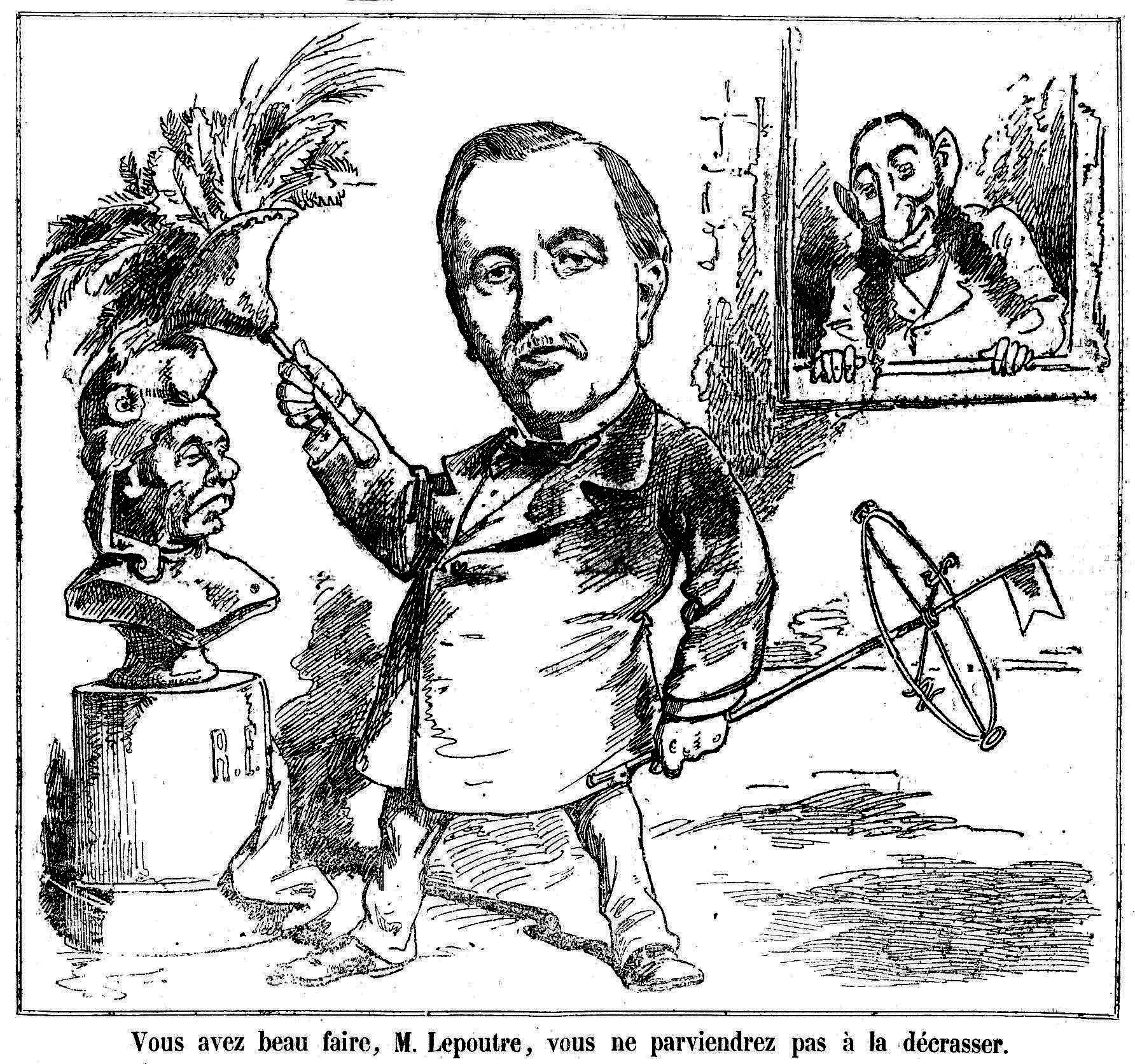
Caricature d'Auguste Lepoutre par Lemot (Le Lillois, 5 septembre 1886).

## Première droite républicaine
En août 1886, le député de l'Eure Edgar Raoul-Duval, un protestant issu du bonapartisme, s'associa à son collègue Auguste Lepoutre pour tenter de fonder, sous l'étiquette de « Droite républicaine », un nouveau groupe parlementaire rassemblant entre 60 et 80 députés conservateurs qui, tournant le dos aux projets de restauration dynastique, acceptaient le régime républicain afin de promouvoir une politique libérale de conservation sociale et de pacification religieuse. Il s'agissait ainsi de faire la paix avec la République, désormais enracinée, pour mieux lutter contre l'influence du radicalisme anticlérical et contre la progression du socialisme collectiviste. Ce projet devait permettre une conjonction conservatrice des « centres », c'est-à-dire le rassemblement des modérés de gauche et de droite qui avait déjà été esquissé au mois d'avril, pendant les débats sur la grève des mineurs de Decazeville : 159 députés monarchistes avaient alors soutenu le gouvernement opportuniste lors d'une interpellation de l'extrême-gauche contre l'arrestation des journalistes socialistes Roche et Duc-Quercy.
Le manifeste et le programme de Raoul-Duval et Lepoutre sont publiés dans Le Temps du 22 août et reçoivent le soutien du directeur du Constitutionnel, l'ex-légitimiste catholique Henri des Houx. Un journal éponyme fut même fondé par Charles Jumel (d) et parut du 14 novembre 1886 au 13 mars 1887. Il y a cependant peu d'adhérents (dont Albert Deberly et, peut-être, Jacques Piou, Antonin Lefèvre-Pontalis ainsi que Louis Briet de Rainvilliers) et, après la mort de Raoul-Duval en 1887, c'est en vain que Lepoutre essaya de reconstituer le groupe.

## Seconde création
L'initiative de Raoul-Duval n'eut donc pas de conséquence immédiate, même si plusieurs députés conservateurs soutinrent le gouvernement Rouvier du 30 mai 1887. Cette expérience éphémère annonce cependant les phénomènes politiques plus durables du Ralliement et de « l'Esprit nouveau » qui, dans la dernière décennie du XIXe siècle, amènent une partie de la droite à constituer un courant conservateur républicain, ancêtre de la droite et du centre droit contemporains.
En mars 1890, Jacques Piou quitte l'Union des droites pour former le groupe de la Droite constitutionnelle avec 40 autres députés, rebaptisé Droite républicaine entre 1893 et 1898).
De grands partis républicains de droite se forment ainsi à partir du début du XXe siècle (Action libérale populaire en 1902, Fédération républicaine en 1903, Parti républicain de la liberté en 1945...) mais ils n'assument presque jamais le terme « droite », qui est très rarement revendiqué jusqu'à la fin du siècle.